# Wilson Pickett
Wilson Pickett (født 18. marts 1941 i Prattville, Alabama, død 19. januar 2006 i Reston, Virginia) var en amerikansk soul-sanger, kendt for blandt andre hittet In the Midnight Hour.